# Mallgårds haid
Mallgårds haid este o arie protejată (arie specială de conservare — SAC, sit de importanță comunitară — SCI) din Suedia întinsă pe o suprafață de 166,3 ha, integral pe uscat.

## Localizare
Centrul sitului Mallgårds haid este situat la coordonatele 57°22′40″N 18°36′40″E / 57.3779°N 18.611°E.

## Înființare
Situl Mallgårds haid a fost declarat sit de importanță comunitară în ianuarie 2002 pentru a proteja 3 specii de plante. Situl a fost protejat și ca arie specială de conservare în martie 2011.

## Biodiversitate
Situată în ecoregiunea boreală, aria protejată conține 6 habitate naturale: Mlaștini calcaroase cu Cladium mariscus și specii de Caricion davallianae, Taiga vestică, Pajiști cu Molinia pe soluri calcaroase, turboase sau argilos-nămoloase (Molinion caeruleae), Alvar nordic și șisturi calcaroase precambriene, Lespezi calcaroase, Mlaștini alcaline.
La baza desemnării sitului se află mai multe specii protejate de  plante (3): Senecio jacobaea subsp. gotlandicus, sorbus teodorii (Sorbus teodori), Tortella rigens.
Pe lângă speciile protejate, pe teritoriul sitului au mai fost identificate 3 specii de nevertebrate.